# Чуяла
Чу́яла — деревня в составе Куганаволокского сельского поселения Пудожского района Республики Карелия, комплексный памятник истории.

## Общие сведения
Расположена на юго-восточном берегу озера Водлозеро.
В деревне находится полуразрушенная деревянная часовня Николая Чудотворца (около 1775 года постройки).

## Население
Численность населения в 1905 году составляла 93 человека.
| 2002 | 2010 | 2013 |
| ---- | ---- | ---- |
| 0    | →0   | →0   |